# Baspracània
Baspracània (armeni: Վասպուրական, Vaspurakan; grec medieval: Βαασπρακανία, Vasprakania; ‘terra de prínceps’) fou un dels territoris senyorials d'Armènia abraçant les regions a l'est del llac Van, que més tard va ser elevat a regne quan el regia la família dels Arzerunis, sent el bressol de la civilització armènia. Els Arzerunis es van crear un gran principat que va culminar el 908 anant del llac Van al llac Urmia (Kaputan) i al nord fins a l'Araxes, reconeixen l'alta sobirania del rei d'Aní. Va rebre el títol reial el 908. El 1021, el Regne de Baspracània fou annexionat a l'Imperi Romà d'Orient a canvi de Sebaste.

## Història

### Fins alsegleviii

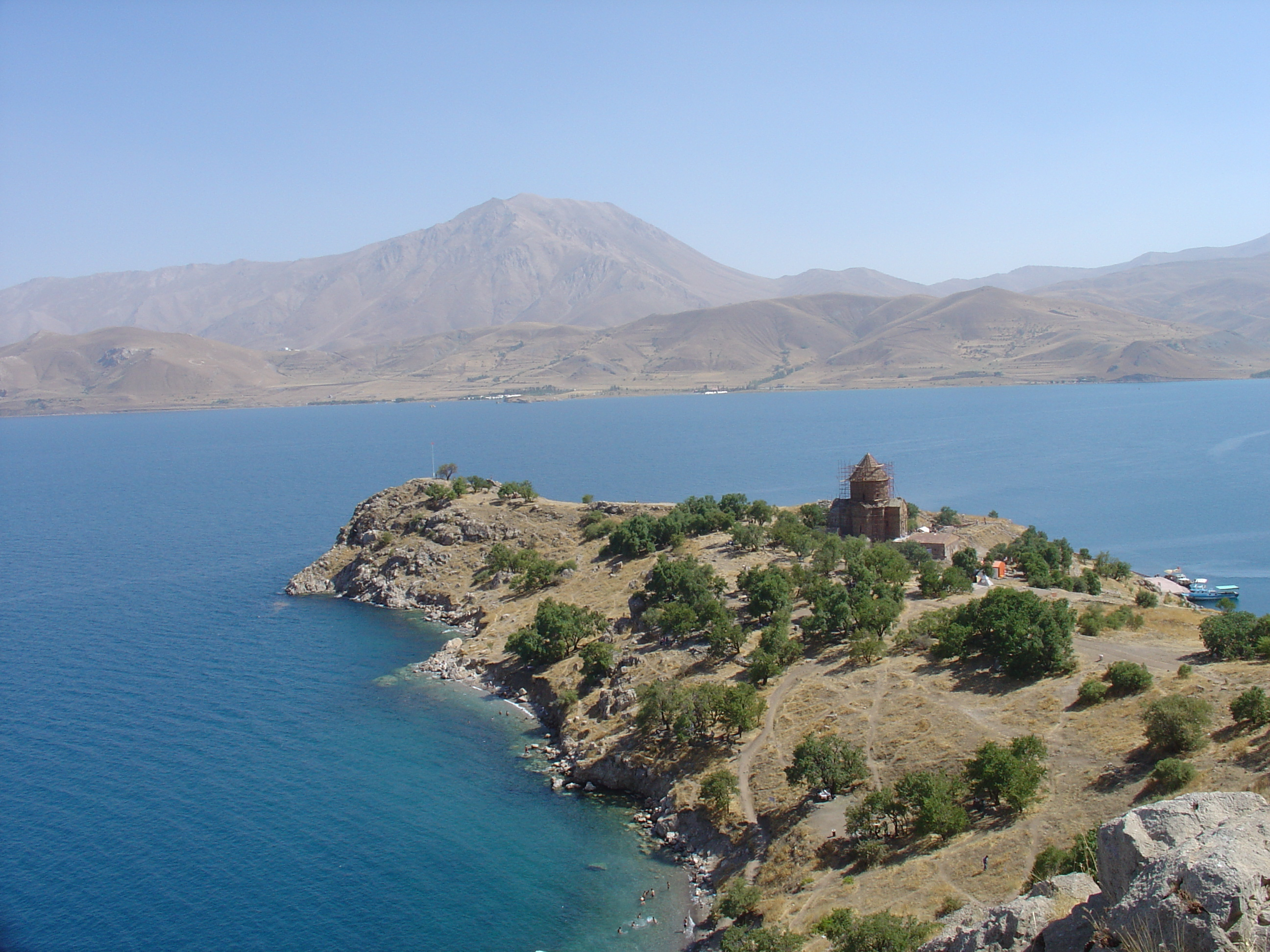
L'illa d'Aghtamar, la residencia del rei Gaguik I (908-943/944)

Vers el 698 Baspracània apareix en part en mans de la dinastia Bagràtida, per mitjà de Simbaci Bagratuní.
Vers el 700 una expedició àrab que havia entrat a Baspracània fou derrotada a Kugank per Bardes Reixtuní.
El 705 el nou califa Abd al-Walid va decidir eliminar els nakharark armenis. El príncep Simbaci II Bagratuní, assabentat del projecte, va demanar ajut a l'Imperi Romà d'Orient. Forces romanes d'Orient i de Simbaci es van ajuntar i van avançar cap a Vanand, però foren desfetes per Muhammad ben Merwan prop de Drakhpet. El califa va encarregar llavors de l'eliminació dels nakharark al governador de Nakhtxivan, Qasim. 1.200 nakharark van ser cridats i per sorpresa tancats a una església de Nakhtxivan i una de Khram (al sud de Nakhichevan, a la riba de l'Araxes) a les que es va posar foc. Entre els morts estava Simbaci III Bagratuní de Baspracània, Grigor i Kurion Arzeruni i Varaz Shapuh Amatuni.
Després del triomf abbàssida el 750, els Bagràtides, considerats lleials als omeies, van veure confiscades part de les seves possessions al Taik, Dariunq, Khelat i Baspracània. Els Mamiconis, que encapçalaven la resistència, només es van aprofitar de la desgràcia dels Bagratuní ocupant alguns territoris del Taik a la frontera amb els romans d'Orient. Baspracània fou donada als Arzerunis (abans del 754) i Khelat va passar als àrabs. El 754 el ostikan Yazid ibn Ussayd as-Sulamí va decidir donar el títol de patrici i generalíssim a Isaac Bagratuní, de la branca de Taron, que l'havia servit lleialment, però Baspracània sota els Arzerunis no va reconèixer al govern del patrici. L'ostikan i va dirigir una expedició devastadora. Isaac i Hamazaspes Arzeruni li van fer front però foren derrotats i Hamazasp fou greument ferit i després mort. Isaac va morir combatent. Tanmateix, un tercer germà, Gaguik Arzeruni es va apoderar del ostikan i el va matar.
Gaguik Arzeruni es va tancar a la fortalesa de Nekhan i es va dedicar a fer incursions a les províncies veïnes (Her, Urmia, Zarevan o Zaharevan), però derrotat a Her va ser assetjat durant un any a Nekhan. Gaguik fou capturat a traïció i va morir de les tortures, mentre els seus fills Hamazasp i Isaac van ser fets presoners, però més tard Hamazasp va poder recuperar els dominis que el seu pare havia estès cap al Llac Urmia i cap al Llac Van.
A la rebel·lió del 771-772 Hamazaspes Arzeruni (ja alliberat i que havia retornat als seus dominis a la vila de Dariunq) no participava inicialment i romania amb les tropes pròpies a Baspracània junt amb les dels Amatuni i Teruni mentre la resta dels rebels assetjava Karin. El califa va enviar trenta mil soldats de Khorasan (772) dirigits pel general Amr o Amru conegut per Umar que es va establir a Khelat, però els rebels no ho sabien (una confidència no fou creguda) i el setge va seguir. Per la seva banda Hamzaspes Arzeruni (que tenia per vassalls als Amatuni, Reixtuní i Teruni) ajudat principalment pels Amatuni i per Vasaces Bagratuní de Taron (germà del generalíssim Simbaci III) es va decidir finalment a intervenir i va atacar Ardjesh, on hi havia una guarnició àrab. Vers allí va marxar Amr o Amru que va infligir a Hamazasp una derrota total (15 d'abril del 772). Els àrabs es van desplaçar al Bagrevand i van acampar a Ardzeni mentre la notícia de la derrota arribava a Karin el setge de la qual fou aixecat i van decidir anar a morir en batalla a Bagrevand on van arribar el 25 d'abril del 772 i van morir quasi tots en batalla. Els dos fills del nakharar Musel Mamiconi es van refugiar a Baspracània on Hamazaspes Arzeruni els va fer matar.
L'increment dels impostos va provocar l'emigració en massa dels armenis (791) dirigits per Shapuh Amatuni i el seu fill Haman Amatuni, que es van establir a territori romà d'Orient, i amb els quals va acabar el domini dels Amatuni a l'Aragadzotn (amb la capital Osakan) conservant només el Maku com a vassalls dels Arzerunis de Baspracània.

### Segleix
El 806, el califa, per contraposar un poder al poder dels Arzerunis de Baspracània, va nomenar Asoci IV Bagratuní com a príncep d'Armènia, encara que supeditat al ostikan de Dvin. El príncep Asoci I, per obtenir la bona voluntat dels Arzerunis va donar la mà de la seva filla, Rhipsima, al príncep Hamazasp II de Baspracània (807).
El 849 el nou califa al-Mutawàkkil va enviar un exèrcit a Armènia sota el comandament del nou ostikan Abu-Saïd Muhàmmad ibn Marwazi. Aquest va exigir un fort tribut als nakharark armenis, que feia un temps que de fet no pagaven. L'emir qaisíta de Manazkert, Ala al-Djahapi, ara sotmès al califa, fou encarregat de fer operacions militars a Baspracània. Ala va saquejar els districtes de Albag i sud-est del llac Van i després va entrar a Baspracània i es va instal·lar a Ardjudj (Ardjesh), però fou sorprès pel príncep Asoci Arzeruni que el derrotà completament. Ala va fugir i es va refugiar a Berkri (850); en aquesta victòria va destacar Gurguèn, fill d'Abulbedj Arzeruni, que tenia el feu de Mardastan. Un altre emir, Mussa ibn Zurara d'Arzèn fou encarregat de recollir el tribut de Bagrat I Bagratuní però aquest, amb ajut dels Arzerunis, va derrotar l'emir al Altzniq (850).
El 852 el califa Al-Mutawakkil el va enviar a Armènia amb la missió de fer tornar a l'obediència als emirs musulmans i als prínceps armenis al general Bogha al-Khabir. Es va instal·lar a Khelat d'on va passar a Taron per fer presoners als fills de Bagrat I Bagratuní, Asoci i David. A la regió va matar a trenta mil persones. Va saquejar l'Apahunik, al nord del llac Van mentre el seu lloctinent Zirak devastava la part sud (el Reixtunik), els habitants del qual es van refugiar al Mokq on els va perseguir i en va matar centenar i va fer molts presoners que foren convertits en esclaus. Després va atacar la ciutat de Van que va incendiar. Asoci de Baspracània es va tancar a la fortalesa (Dleak) de Nkan (Nekhan) on fou assetjat per Bogha que va establir el seu camp a Lokoravat. Dos lloctinents d'Asoci, Musel Vahevuní i Baanes Truni es van aliar secretament a Bogha. Asoci es va haver de rendir i fou empresonat amb el seu fill Grigor Derenik i altres familiars i enviats a Samarra. Jordi Haketsi i Khosro Gabelian, que van tractar d'alliberar-los, foren capturats i executats.
Llavors Bogha es va llançar contra Gurguèn Arzeruni, germà d'Asoci, Aquest es va refugiar al Orsitaniq (al Albag) a la vila de Thov a la vall del Arianlidj (Llac de la sang). Gurguèn va encarregar a sa mare Rhipsime de negociar, però no va reeixir i finalment va haver de presentar combat. Els armenis, combatent amb la desesperació de la situació, desferen l'exèrcit musulmà. Llavors va demanar audiència a Bogha i aquest el va reconèixer com a príncep de Baspracània al lloc de sa germà Asoci. Només proclamat Bogha va fer traïció i el va fer agafar i carregar de cadenes i el va enviar a Samarra junt amb la mare Rhipsime. Gregori Arzeruni, germà de Gurguèn, va fugir a Abkhàzia. La branca menor dels Arzerunis, representada per Gurguèn fill d'Abubeldj, va fugir a terres del seu oncle matern Kurdik Mamiconi al Bagrevand. Bogha va anar allí i va capturar el fill de Kurdik, Gregori Mamiconi, que també fou enviat a Samarra, i Kurdik va haver de fugir a Sper, el principat bagràtida protegit dels romans d'Orient. Així a Samarra foren ostatges Asoci Arzeruni de Baspracània, el seu fill Gregori, i el seu germà Gurguèn. Gurguèn fill d'Abubeldj, va tornar aviat i va prendre el poder (vers 855).
El 858 el califa va enviar a Baspracània, per governar-la, al jove Grigor Derenik, sota la tutela de son oncle Gurguèn Arzeruni. Un altre Gurguèn Arzeruni (el fill d'Abubeldj) estava de fet exercint el govern a Baspracània, però va accedir a la restauració de la branca legitima sense lluitar, i va abandonar el país per anar a servir a l'emperador romà d'Orient. Tanmateix, de camí va passar per Arzèn, on fou fet presoner i entregat a Asoci. L'emir de Tbilisi va exigir l'entrega de Gurguèn i Asoci no va tenir més remei que lliurar-lo. El regent de Baspracània que tenia el mateix nom va morir vers el 860, repenedit d'haver-se convertit a l'islam, i el seu nebot Grigor Derenik va assolir el poder i va començar a aixecar el país. Això va durar fins al 862 quan Gurguèn fill d'Abubeldj es va escapar de la presó de Tbilisi i es va presentar per reclamar el tron a Baspracània, on fou derrotat per dues vegades, i fet presoner essent tancat a Hadamakert. Asoci I el Gran príncep d'Armènia va imposar un arbitratge a Baspracània on Gurguèn fill d'Abubeldj fou alliberat per son cosí Grigor Derenik i va rebre el feu de Mardastan, a la costa oriental del Llac Van (al nord de la ciutat de Van), vers 863.
Vers 864 la guerra va esclatar entre el príncep Asoci I el Gran i Grigor Derenik i Asoci va fer presoner a Grigor en un combat prop de la ciutat de Van. Asoci va annexionar el Reixtunik. Gurguèn fill d'Abubeldj, príncep de Mardastan, mentrestant s'havia apoderat (vers 863) de Taron (o almenys d'una part) durant l'absència dels bagràtides d'aquesta branca presoners a Samarra. Havia tingut el suport dels romans d'Orient, que el 863 havien derrotat decisivament a l'emir de Melitene i als paulicians de Tefricia. Quan va saber que Asoci havia annexionat el Reixtunik es va presentar allí i va presentar batalla al príncep dels prínceps prop de Noragiul. Tanmateix, Asoci no va voler lluitar i va fer les paus. A més va alliberar Grigor Derenik i li va donar com a dona a la seva filla Sofia, enllaç que es va fer a Bagaran. Des de llavors les cases de Bagaran i Baspracània van estar reconciliades.
Vers el 869 el príncep Asoci I el Gran va ajudar al príncep Asoci de Baspracània (retornat de l'exili a Samarra) i al seu fill Grigor Derenik, contra el príncep de Mardastan, però la guerra es va resoldre en un acord de pau (sobre la base de mantenir lstatu quo), acord que fou propiciat per Asoci I el Gran.
Abans del 870 els àrabs de la tribu d'Othman s'havien apoderat d'una regió de la part oriental del Llac Van, amb la fortalesa inaccessible d'Amiuk., i feien incursions de pillatge a Baspracània. El nakharar Rostom Varajnuní va morir en lluita contra ells. Asoci Arzeruni de Baspracània i el seu fill Grigor Derenik els van combatre, però ni amb l'ajut d'Asoci I van poder conquerir la fortalesa; però Asoci si que va conquerir una altra fortalesa, la de Varag, on un grup d'àrabs s'havia fet fort i des allí saquejava sovint el monestir de Surb-Khatch, lloc on hi havia les tombes dels prínceps Arzeruni de Baspracània (l'abat superior del monestir era presoner d'aquests àrabs). Els othmanides i l'emir de Manazkert i d'Apahunik (que l'historiador Tomàs Arzeruni anomena els Manavaz) van cridar al governador-emir àrab de Diyar Bakr, Isa ben Shaikh al Shaybani, que fou reconegut pel califa com ostikan d'Armènia (871-882). Isa ben Shaikh va marxar contra Asoci Arzeruni que estava assetjant Kokhpanik; Asoci va deixar el setge i ambdós exèrcits es van trobar a prop de la ciutat de Van. El cavalleresc Gurguèn de Mardastan no va dubtar en unir les seves forces a les del seu antic enemic Asoci, però els àrabs eren 15.000 i els armenis dos mil. Fou un príncep ardzruni, Gaguik Abu Morvan qui va negociar un acord, i ambdós exèrcits es van retirar i a canvi de parar l'ofensiva i d'entregar ostatges, Asoci de Baspracània fou deixat en pau i Isa es va traslladar a Bardaa on va fixar la seva residència. Asoci Arzeruni va morir el 27 de maig del 874.
El rei Asoci I el gran estava assetjant Manazkert (vers 884) quan va haver-ho de deixar per anar al Taron on el seu gendre Grigor Derenik havia estat fet presoner per Asoci Bagratuní, príncep de Taron, aliat amb Hasan, un nebot de Grigor. Asoci va imposar a Hasan la llibertat de Grigor. En ser alliberat Grigor va empresonar a Hasan i li va confiscar les terres, però poc després li va prometre la llibertat si es desfeia del germà petit Gaguik Abu Morvan, cosa que Hasan va aconseguir, i Gaguik Abu Morvan fou empresonat. Això fou desaprovat per Asoci I. El 887 quan Grigor Derenik va iniciar una campanya contra els caps àrabs de Her (Khoy) i Zarevan, Asoci no el va ajudar. L'emir d'Her es va sotmetre. Grigor va entrar en el territori musulmà i va arribar a una ciutat que es deia Pherotak, on un emir de nom Abelbers li va parar una emboscada i Grigor va morir de cops de llança, quant tenia uns 40 anys.
Grigor només deixava fills petits: Sargis (Sargis-Asoci), Gaguik (Khatshik-Gaguik) i Gurguèn; el més gran havia nascut el 877 i tenia uns 9 anys, i els altres havien nascut dos i quatre anys després. L'ara rei Asoci I va enviar al seu propi fill Shahpuh per confiar l'administració del Baspracània al jove Sargis o Sargis-Asoci però sota la regència del seu oncle Gaguik Abu Morvan, que es va casar amb la filla de Shahpuh. La princesa vídua Sofia, que fou qui a la mort del marit havia fet alliberar Gaguik Abu Morvan, va rebre el consol personal d'Asoci I el Gran, i va morir pocs anys després potser de pena. El país es va repartir: la major part va correspondre a Sargis, fins al Nakhichevan; Gaguik el Reixtunik (al sud del Llac) amb el qual pogués conquerir al Mokq (governat per Simbaci Bagratuní, oncle i homònim del rei Simbaci I Bagratuní) i Gurguèn l'Albag. Tots tres van quedar sota la regència d'Abu Morvan. Gurguèn, fill d'Abubeldj, governava el Mardastan a l'est del llac Van. Abu Morvan va aconseguir per mitjà d'intercanvis dominar estratègicament el país en benefici propi. A Sargis li va donar el Djahuk amb la fortalesa d'Agarak a canvi d'obtenir per ell mateix el districte de Djovash amb la fortalesa de Shamiram i el districte Thornavan amb la fortalesa de Nkan; Sargis fou casat amb Iseta, filla d'Abu Morvan. Poc després Sargis es va declarar vassall d'Afshin al-Sadj al qual va visitar a l'Azerbaidjan, visita i submissió que també va fer el gran ixkhan de Siunia.
Després de la guerra lliurada amb els sadjides el rei va decidir atacar a Sargis i als seus dos germans. Va demanar la col·laboració de Gurguèn de Mardastan i Abu Morvan de Djahuk i Thornavan. La ciutadella de Van, on residia la princesa (filla d'Abu Morvan), fou assetjada i després d'una breu resistència el seu defensor, de la família Akeatsi, la va entregar. Sargis va demanar ajuda a Afshin. Llavors Abu Morvan va deixar la coalició i Gurguèn va quedar sol. Els dos exèrcits es van trobar a Karkinian, a la vall del Kulan, però allí Abu Morvan va imposar la seva medicació: Gurguèn es va retirar als seus feus, amb residència a la fortalesa de Kanguar, i després es va dedicar a fer la guerra a Musel de Mokq, fill de Simbaci, que va morir en combat, però Gurguèn va morir poc després de la caiguda d'un cavall (vers 897). El seu fill Atom es va acontentar en mantenir el feu de Mardastan sense pretendre en cap moment el Baspracània.
Abu Morvan va considerar el moment de desfer-se dels seus tres pupils. Els va convidar al castell de Kotor o Kotorots i els va fer presoners. Sargis fou enviat a Nkan, Gaguik a la fortalesa de Sevan i Gurguèn a les masmorres de Kotor o de Shamiran. Molts feudals van fer submissió llavors a Atom de Mardastan al que van retre homenatge a la seva residència de Kangovar o Kanguar. Atom, tot i així, no va disputar Baspracània i va reconèixer a Abu Morvan quan va ser proclamat pel rei Simbaci I. Així els feudals mes lleialistes se'n van anar a Amida (Diyar Bakr) residència de l'emir xaybànida Àhmed ibn Issa, ara governador de Djazira i Diyar Bakr i ex governador d'Armènia (885-886). L'emir va decidir atacar per Arzanene (Aldzniq), emirat musulmà (Arzèn) on l'emir i classe dirigent ja estava armenitzada. Va ocupar l'emirat i també el principat de Taron (897 o 898). Quan el rei armeni va acudir, amb tots els seus vassalls (Siunians, aghuans, georgians i de Baspracània) el príncep Abu Morvan va fer defecció durant la batalla (lliurada a Tukh) i va provocar la derrota de Simbaci I.
Abu Morvan es va establir a la ciutat de Van (Dosp) i va fer alliberar al príncep Khatshik-Gaguik, un dels tres prínceps, que tenia uns 15 anys (al que va deixar en llibertat vigilada) però va mantenir tancats als altres dos. Tanmateix, Gaguik es va entendre amb alguns senyors lleialistes, especialment els germans Shahpuh i Baanes Amatuni, i Abu Sakr Vahuni i tots junts van assassinar Abu Morvan durant una festa. Gaguik va fer alliberar els seus germans. Els tres germans Arzerunis van reconèixer el germà gran, Sargis, com a príncep de Baspracània (vers 900). El rei Simbaci, després de la traïció d'Abu Morvan, va reconèixer a Sargis i li va enviar les insígnies de príncep, va nomenar Gaguik con sparapet de la «Gran Armènia» i va nomenar al germà petit Gurguèn com a marzban, títol que devia ser només honorífic.
Vers el 899 l'emir al-Afxín de l'Azerbaidjan va atacar Baspracània. El príncep Sargis, en arribar l'emir per la part de Thornavan, va decidir no lluitar i va anar a retre-li homenatge. Va haver d'entregar com a ostatge un dels seus germans, que primer fou Gaguik (per sis mesos) i després (per un any) el petit Gurguèn, que foren portats a Bardaa. Vers el 900 Gurguèn (amb el seu company ostatge Shahpuh Amatuni) es va escapar de Bardaa i va tornar a Baspracània. Furiós Afshin va marxar contra Van. Sargis i els seus germans es van retirar cap al petit Albag. Van fou ocupada i s'hi va instal·lar un eunuc de confiança, un renegat d'origen grec de nom Safi; un altre eunuc fou instal·lat a Ostan. Hasan, fill d'un príncep Arzeruni conegut com a Vasaces el renegat, va esdevenir el principal assessor d'Afshin. També va entrar al Mardastan on va instal·lar una guarnició a Hambairazan.
Afshin va anar en persona al Albag en persecució dels prínceps. Va arribar fins al sud, a Adamakert; prop d'allí s'havia fet fort Sargis a Kakenik. Afshin hi va enviar al seu eunuc Hivor. Es va lliurar un combat de resultat incert, ja que l'historiador Tomàs Arzeruni diu que van ser derrotats, fets presoners i morts mentre que l'anomena't «el continuador de Tomàs» diu que els musulmans es van retirar. Afshin va deixar guarnicions a Baspracània i va tornar a Bardaa per reunir un exercit per anar a castigar Simbaci que havia acollit l'eunuc traïdor Yusuf (que s'havia refugiat al territori del rei amb els ostatges armenis) però va morir el març del 901.
Les tropes d'ocupació van deixar el país i Sargis va recuperar el control i la primera mesura fou castigar els col·laboracionistes, com Hasan, que es va tancar a la fortalesa de Sevan. Sargis va acampar allí prop a la vila de Phlovank. Hasan va anar allí de nit per matar el príncep però fou fet presoner; la fortalesa, defensada per la seva mare, fou intimada a la rendició sota càstig de matar a Hasan. Llavors va intervenir el rei d'Armènia que va enviar al patriarca Joan V (l'historiador Joan el Catolicós) que va obtenir una transacció: Hasan seria alliberat i la fortalesa es rendiria; però Sargis, una vegada la fortalesa es va rendir, va fer agafar a Hasan i el va fer cegar. Hasan es va fer monjo i va viure cristianament la resta dels seus dies.

### Seglex
El 903 el rei Simbaci va atacar Siunia on el príncep Simbaci de la Siunia Oriental no pagava el tribut. Simbaci de Siunia era cunyat de Sargis, que va fer de mediador i va aconseguir la pau. La vila de Nakhichevan, arrabassada el 902 als qaysites de l'Emirat Qaysita, fou entregada al príncep Simbaci. Segons Tomàs Arzeruni la vila fou dels Arzerunis fins al 704 en què va passar als àrabs i depengué més tard de l'emir de Manazkert; segon Joan el Catolicós la vila sempre fou dels Arzerunis i del Baspracània i els qaysites només l'haurien ocupat molt recentment (cal suposar que el 900 durant l'atac d'Afshin al-Sadj a Baspracània); d'altra banda Esteve Orbelian, historiador de Siunia, diu que Nakhichevan sempre fou de Siunia, i era la capital del Vaiots Dzor. Fos com fos aviat Baspracània va reclamar la «devolució» de Nakhichevan.
El 13 de novembre del 904, d'una malaltia, va morir Sargis als 29 anys. El va succeir el seu germà Gaguik mentre una part del país fou donat al germà petit Gurguèn. El príncep Gaguik va rebre el nord-est i el nord-oest (Djuashrot, Thornavan, Artaz, Mardastan, Darni, Arberani, Alandrot, Barilovit, Balunik, Medznuniq, Tosp, Reixtunik, Bogunik, i Gugan Artaixessian). Gurguèn va rebre el sud-est (Andzevatsik, Kordjuniq, Kulanovit, Mardastan propi, Ardjishakovit, Arnoiotn, Gran Albag, Petit Albag, Ake-Tamber, Tagrian, Erna i Zarehavand). Gaguik va fer construir una fortalesa a Marakan (al Djuashrot, al sud-est de Djulfa) que havia d'impedir qualsevol atac musulmà des Azerbaidjan.
Va sotmetre a dos rebels (Shahpuh fill de Maimank, revoltat a Agarak; i Grigor Abu Hamza, fill de Vasaces, revoltat a la fortalesa d'Ardjudj)
Els dos germans van procedir a alguns intercanvis de territori.
El país de Mokq romania sota la seva dinastia particular i Gaguik va voler conquerir aquesta regió i hi va fer una expedició que és presentada amb moltes victòries, però de la que no es pot dir el resultat final concret.
Després va decidir posar fi al othmanides d'Amiuk, enclavament musulmà que existia des feia més de 130 anys (771-905). Amb un atac sorpresa a la nit va ocupar Amiuk i els seus habitants degollats. Això va provocar l'aixecament dels camperols i pobladors musulmans de zones properes que estaven sotmesos als Arzerunis. La revolta es va iniciar a Salamas o Salmas (al nord-oest del llac Urmia, regió de Zarehavan). Una incursió musulmana va arribar fins prop de Van i fou rebutjada per Thadeos Akeatsi governador de Shamiram (és a dir de Van) i del districte de Djuash (al nord-est de Baspracània) en la batalla de Phaitakshtan; un altre combat va tenir lloc a Gerat. La rebel·lió es va estendre per la regió del llac Urmia (principalment per Zarevand al nord-oest) i Shahpuh Akeatsi, un germà de Thadeos, va morir en un combat lliurat a Liugik.
Gurguèn d'altra banda, es va establir a Adamakert (al Albag), i va lluitar igualment contra els musulmans sobretot a Kordjaiq. El 906 va fer una incursió al Zarehavan on va destruir un camp musulmà on es preparaven per fer incursions, però després foren sorpresos pels musulmans i molts armenis van ser massacrats
Amiuk fou confiada a Abou Sakr Vahuni, però aquest la va cedir al rei Simbaci. El rei la va tornar a Gaguik però a canvi d'una forta compensació. Això va ser l'inici de la desconfiança entre el rei i el príncep de Baspracània.
La reclamació de Nakhichevan va portar un conflicte amb el rei d'Armènia. Gaguik llavors es va declarar vassall de Yusuf al-Sadj de l'Azerbaidjan al qual va anar a visitar, i l'emir li va lliurar la corona reial elevant Baspracània a regne (908). El rei armeni va enviar una ambaixada, potser per protestar, dirigida pel Patriarca Joan V, que després d'un temps amb Yusuf, fou posat sota custòdia i aviat tancat a una masmorra.
El 909 Yusuf va entrar a Siunia Oriental i va arribar a Nakhichevan on el van anar a trobar Gaguik i Gurguèn de Baspracània. El príncep de Siunia, Simbaci, va portar a la fortalesa d'Erendshank a sa mare Shushan i a la seva dona Sofia (germana de Gaguik) i va anar a demanar asil a Baspracània, a Gaguik, que com sabia era aliat de Yusuf i de fet el seu enemic, però el nou rei Gaguik no va gosar refusar-li aquesta petició. Llavors Yusuf va ocupar la Siunia Occidental on el príncep Grigor Supan II fou derrotat (909) i va haver de sotmetre's a Yusuf, que ja era a Dvin.
Khatshik Gaguik es va anar separant de l'aliança amb Yusuf. Durant un temps es va dedicar a recuperar pel seu regne la regió de Kogovit, Dariunq, Artaz i la ciutat de Maku. Quan fou cridat per Yusuf per anar a combatre a Asoci, fill de Simbaci I el màrtir, que havia recuperat part d'Armènia, es va excusar. Per por de les represàlies de l'emir es va retirar amb els seus soldats al districte de Mokq on hi havia unes gorgues inaccessibles. El ixkhan de Mokq, Grigor, i el seu germà Gurguèn, els van acollir i Joan el Catolicós deixa entendre que li estaven sotmesos. Amb ell es va unir el gran ixkhan de la Siunia Oriental, Simbaci.
La pressió de Yusuf es va afluixar quan l'emir va estar tres anys presoner a Samarra després de revoltar-se contra el califa. Això va ser aprofitat per reprendre l'ofensiva conqueridora cap a Her, Zarevand i en direcció de Marand (sud-est de Nakhichevan) però els eunucs i caps militars turcs van romandre lleials a Yusuf i els atacs foren rebutjats. Fins i tot un contraatac va arribar fins al Mardastan, a la vora del llac Van. Atom de Mardastan i Grigor de Mokq van ajudar a Gaguik en aquestes lluites que van tenir lloc vers 920-921
El 923, havent retornat Yusuf, Gaguik es va retirar a Kogovit i Dzalkotn, a les muntanyes. També Atom de Mardastan i Andzevatsik es va refugiar a una fortalesa inaccessible dels seus dominis, tot i que quan Yusuf va arribar al seu principat, va oferir-li el tribut pendent, ja que no podia fer altra cosa. El rei de Baspracània també va pagar i Yusuf es va retirar, passant per Her, a l'Azerbaidjan, d'eon vers el mateix 923 va passar al Irak Adjemí. Yusuf va deixar encarregat dels afers politics armenis a Nars (Subuk), que fou ostikan a Dvin però que per un temps va establir la seva residència a Nakhichevan, vila que es disputaven Siunia i Baspracània. Nasr era hàbil i va jugar amb les rivalitats dels tres prínceps de Siunia: el gran Simbaci dominava la major part del país amb el Vaiots Dzor; el segon, Isaac, tenia com a feu la part oriental del principat fins al riu Hakar; i el tercer, Babgen, tenia un petit feu entorn de Balk (Shusha). Atrets a Nakhichevan tant Isaac com Babgen amb la promesa de més territoris, foren portats a Dvin i empresonats, i es va demanar un rescat al germà gran. Com que no va pagar va enviar la Siunia (vers 925) però fou rebutjat per Simbaci i Nars va haver d'accedir als dos germans presoners.
Vers el 924 o 925 el patriarca armeni Joan V es va establir al país, concretament al monestir de Tzoroivanq o Tzorovanq (Monestir de la Vall), avui Salnabad, prop de la ciutat de Van, i més tard (928) a l'illa d'Althamar, a la riba sud-est del llac (on va morir el 931).
A una data no coneguda però abans del 930 va morir Gurguèn, germà del rei, i aquest va heretar el seu feu reunint així tot Baspracània.
Vers el 937 el rei encara va derrotar els sadjides que havien envaït el territori reial d'Armènia, al turó de Gino, prop dels pous de sant Gregori (Khrvirap) a la riba esquerra de l'Araxes i al sud-oest de Dvin. Els presoners foren portats a Dariunq, al Kogovit.
Gaguik va morir després del 937 i el va succeir el seu fill Derenik-Asoci. El general Abul Kharib Havhuni, lloctinent del seu pare, fou destituït i nomenat en lloc seu un tal Sargis, un nakharar. Abul Kharib es va ofendre i es va aliar amb els emirs musulmans de Her i Zarevand. L'exèrcit del rei de Baspracània fou sorprès pels musulmans (amb la traïció d'Abul Kharib) i derrotat, i el rei fou fet presoner i portat a Her. Al saber-se la traïció Abul Kharib fou excomunicat, i llavors va acceptar de fer el possible per alliberar el rei. L'emir de Her, Abul Hadji, va deixar llibertat de moviments al rei, però sense poder sortir de l'emirat i Abul Kharib va aprofitar per alliberar-lo. El rei va poder tornar i Abul Kharib restablert al seu lloc.
Vers el 938 o poc després els dailemites van arribar fins a la regió i van saquejar Adamakert i l'Albag, estenent-se fins a l'Andzevatsik, on foren atacats per la cavalleria del rei que els va derrotar. Dirigia l'expedició Lashkari ben Mardi (antic lloctinent de Wumshmgir, emir ziyàrida del Irak Adjemí, que havia estat expulsat per aquest). Al Andzevatsik governava Atom fill de Gurguèn, que va comprar la retirada de l'atacant i quan es retiraven foren atacats pels soldats de Baspracània i d'Atom i Lashkari va morir. La resta dels soldat dailemites foren massacrats en una emboscada.
Derenik-Asoci va morir el 953 i el va succeir el seu germà Abusahl Hamazasp (953-972). A la seva mort el 972 el país es va repartir entre els seus tres fills Asoci-Isaac (la major part del regne), Gurguèn-Khatshik (Andzevatsik) i Senaquirim-Joan (Reixtunik). El primer, protector del patriarca armeni dissident Vahanik, va morir sense fills el 983 i Gurguèn-Khatshik el va heretar.
El 983 l'emir de Coltene, Abu Dulfa al-Shaybani va derrotar el musafírida d'Arran i Dvin, Abul Haidja, i li va prendre Dvin i tot seguit va atacar Baspracània on regnava Asoci-Isaac que li va oposar les seves forces dirigides pel príncep Abel Kharib, el príncep Grigor i el marzban Tigranes que es van estacionar al Djuash, al sud de l'Araxes enfront de Coltene, on foren sorpresos pel shaybànida i van quedar assetjats a la propera fortalesa de Bakear. Van negociar i van obtenir sortida lliure sense armes, i al sortir foren massacrats, i els tres caps mantinguts presoners per ser alliberats després contra un fort rescat (vers 983 o 984).
El 988 l'emir d'Her fou assassinat quan travessava de viatge el Baspracània, segons els historiadors armenis perquè havia segrestat dos infants cristians. El pare de l'emir assassinat va cridar a Abul Haidja (al que va oferir cedir l'emirat) i el musafírida va tornar a Baspracània on ara regnava Gurguèn-Khatshik, però va morir durant la invasió. El va succeir el seu fill Mamlan ben Abul Haidja, però Abu Dulaf de Coltene, el seu vell rival, va recuperar Dvin.

### Seglexi
Gurguèn Khatxik va morir el 1003 i els seus tres fills (Derenik, Gaguik i Asoci) foren eliminats pel seu germà Senaquirim-Joan Arzeruni, que va ocupar tot el poder i va reunificar el regne. La branca legítima, en concret Derenik, va rebre l'Andzevatsik en feu el 1004.
Vers el 1018 i 1021 els Dailemites van assolar el país. El fill del rei, David, fou enviat contra els invasors i va patir una derrota, però els atacants no van poder conquerir les fortaleses. Les incursions van seguir, sobretot de bandes turques irregulars. En aquestes circumstàncies l'emperador romà d'Orient va oferir al rei Joan l'intercanvi de Baspracània contra un domini tranquil a l'Àsia Menor. A finals del 1021 David, enviat a Trebisonda, va signar l'acord amb Basili II, pel qual Baspracània era cedida a l'imperi i el rei Joan rebia a canvi la dignitat de magistros i la regió de Sebaste fins a l'Eufrates, amb les ciutats de Sebaste, Larissa i Abara (a la regió dee Sargarausene). David va rebre l'oferta de passar al servei del rebel Nicèfor Focas, aixecat contra l'emperador, però l'impetuós armeni va rebutjar i va matar el rebel (1022) i per aquest servei l'emperador va ampliar el territori del regne amb Cesarea de Capadòcia, Tzamandos i Gabadonia.
El rei, els seus familiars, els nobles i la seva família, en total unes 50.000 persones, van emigrar al nou regne. El territori va esdevenir el catepanat de Baspracània. Tenia 72 fortaleses, 4.000 poblets, 10 ciutats i 75 monestirs. Anava de la vila d'Ostan al sud del Van cap a l'est fins a les muntanes que encara avui són frontera entre Turquia i Iran (no incloïa Her o Khoi, Salamas ni Zarevand) i arribava a l'Araxes pel districte de Djashrot. Les principals ciutats eren Ostan i Van. Van quedar incloses al catepanat algunes viles de l'antic emirat qaysita (en armeni els emirs Kaisik), com Manazkert, Ardjesh (conquerida pel segon catepà romà d'Orient, Nicèfor Comnè, 1023-1026) i Berkri (conquerida el 1034 pel catepà Constantí Kabasilas a l'emir Abul Haidja, nebot del musafírida Wahsudan ben Mamlan).
Senaquirim-Joan va tenir quatre fills: David, Atom, Abushal i Constantí. David va tenir una filla que es va casar amb Gaguik II, rei d'Aní. La branca de David va governar al regne de Sebaste.
Una altra branca esmentada cap al 1040 està representada per Khatshik anomenat el gros que tenia tres fills: Hasan, Djendjluk i Ishkhanik, el primer dels quals va tenir un fill anomenat Abelgharib, la filla del qual es va casar amb el rei David d'Aní.

## Divisió administrativa
Baspracània estava dividida en els següents districtes i subdistrictes:
- Garní
- Artaz
- Mardastan
- Arberanik
- Barilovit
- Bogunik
- Balunik
- Tosp (Van)
- Ardjixakoit (Erciş)
- Metsnuniq
- Krshuniq
- Alandrot
- Artaixessiank
- Gukan
- Andzakhí Dzor
- Kulanovit
- Bogunik
- Reixtunik
- Erevark
- Tornavan
- Andzevatsik
- Ervaduniq
- Terpatunik
- Metsnuniq
- Albak (Gran Albag)
- Arnoiotn
- Ake
- Juaix o Djuaixrot
- Mardpetakan
  - Tajgrian
  - Gabitian
  - Bakan
  - Artavanian
  - Gazrikan
- Regió més enllà de l'Araxes
  - Coltene
  - Nakhtxivan